# 辽宁路 (天津)
辽宁路是中国天津市和平区的一条街道，修筑于1919年，原来跨天津法租界和天津日租界2个租界。辽宁路西到佳木斯道，东到营口道，长1148米。目前，辽宁路地区是天津市历史风貌建筑的聚集地之一，大量的名人故居坐落于此。

## 历史
辽宁路原来跨天津法租界和天津日租界2个租界。天津法租界部分分为两个部分：从圣路易路（Rue Saint Louis）（今营口道）到霞飞路（Rue Cours Joffre）（今花园路）原名为李泽河路（Rue de L'yser），从霞飞路（Rue Cours Joffre）（今花园路）到天津日租界的秋山街（今锦州道）段原名为梅大夫路（Rue Mesny）。天津日租界部分从秋山街（今锦州道）到吾妻街（今佳木斯道），原名常磐街。1946年，天津市政府光复后，改名为辽宁路至今。

## 现况与发展
辽宁路目前西到佳木斯道，东到营口道，全长1148米，宽7米，两侧人行道均宽5米，为沥青路面。沿途建有有天津百货大楼、章瑞庭旧宅、张公撝旧居、久大精盐公司驻津办事处、乔铁汉故居等建筑。

## 沿街著名建筑
辽宁路附近现存比较著名的建筑有：
- 天津市文物保护单位：章瑞庭旧宅，花园路9号。
- 天津市历史风貌建筑：张公撝旧居，花园路2号。
- 天津市历史风貌建筑：乔铁汉故居，赤峰道70号。
- 天津市历史风貌建筑：原开滦煤矿办公楼，花园路4号，赤峰道65号至69号。[2]

## 交汇道路
目前，与辽宁路相交汇的主要道路有：

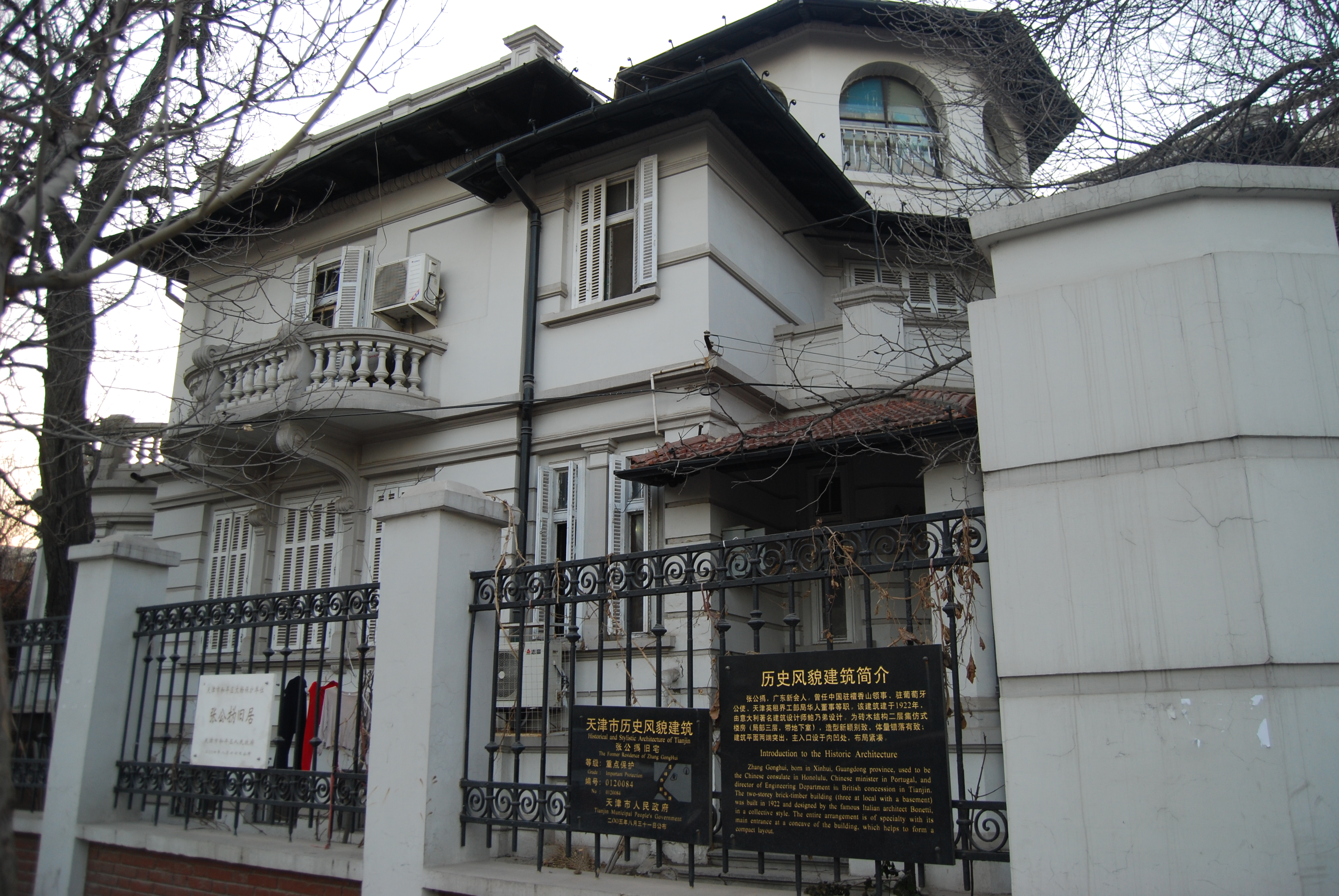
辽宁路和花园路交口的张公撝旧居

- 营口道 原宝士徒道（Bristow Road）、原圣路易路（Rue Saint Louis）
- 花园路 原霞飞路（Rue Cours Joffre）
- 赤峰道 原丰领事路（Rue Fontanier）
- 哈尔滨道 原贝拉扣路（Rue de Pélacot）
- 滨江道 原福煦将军路（Rue du Maréchal Foch）
- 长春道 原窦总领事路（Rue G.Deveria）
- 锦州道 原秋山街
- 沈阳道 原蓬莱街
- 哈密道 原松岛街
- 四平东道 原浪速街
- 鞍山道 原宫岛街
- 佳木斯道 原吾妻街

## 辽宁路小吃街
中华人民共和国成立初期，辽宁路由于靠近天津劝业场便成为当时的商铺聚集之地，多以小吃为主，其中较为有名的是小豆粥和牛肉烧饼等小吃。20世纪80年代末，由于天津劝业场的改造，辽宁路小吃街曾一度消失。20世纪90年代，辽宁路又出现多家小吃夜市。2009年，天津市人民政府对辽宁路小吃街进行整修，有多家天津小吃老字号如耳朵眼炸糕、石头门坎素包、天宝楼酱货、曹记驴肉、认一民牛肉烧饼、天津茶汤李等入驻辽宁路小吃街。此外，辽宁路上的正阳春、三合益、宴宾楼等餐厅也是天津著名的老字号酒店。